# Héctor Ríos Coronado
Héctor Ariel Ríos Coronado (Panamá, 6 de enero de 2006) es un futbolista panameño que juega como delantero en el C. D. Universitario de la Primera División de Panamá.

## Trayectoria

### CD Universitario
Se formó en las categorías inferiores del C. D. Universitario alterna con el primer y segundo equipo, en la Liga Prom disputó el Torneo Apertura 2022 Liga Prom, el Torneo Apertura 2023 Liga Prom y el Torneo Clausura 2023 Liga Prom, debutó en la Primera División de Panamá el 4 de septiembre de 2022 en la derrota 1 a 2 contra el CD Árabe Unido en el Estadio Universidad Latina entrando al minuto 86 por Mario Carmona. En el Torneo Clausura 2022 disputó 1 partido, estuvo en la banca en algunos partidos del Torneo Apertura 2023 y de la Copa Centroamericana de Concacaf 2023.

## Selección nacional
Fue convocado por selección sub-20 de Panamá para disputar el Campeonato Sub-17 de la Concacaf de 2023 en donde jugó 5 partidos y anotó 1 gol y la Copa Mundial de Fútbol Sub-17 de 2023 en donde jugó 3 partidos y dio 1 asistencia.

### Participaciones en Selección Nacional
| Copa                     | Categoría | Sede      | Resultado      | Partidos | Goles |
| ------------------------ | --------- | --------- | -------------- | -------- | ----- |
| Campeonato Sub-17 2023   | Sub-17    | Guatemala | Semifinalista  | 5        | 1     |
| Copa Mundial Sub-20 2023 | Sub-17    | Indonesia | Fase de grupos | 3        | 0     |

## Estadísticas

### Clubes
Actualizado al último partido disputado el 4 de septiembre de 2022.
| Club                         | Div.          | Temporada     | Liga  | Liga  | Liga   | Copas nacionales | Copas nacionales | Copas nacionales | Copas internacionales | Copas internacionales | Copas internacionales | Total | Total | Total  |
| Club                         | Div.          | Temporada     | Part. | Goles | Asist. | Part.            | Goles            | Asist.           | Part.                 | Goles                 | Asist.                | Part. | Goles | Asist. |
| ---------------------------- | ------------- | ------------- | ----- | ----- | ------ | ---------------- | ---------------- | ---------------- | --------------------- | --------------------- | --------------------- | ----- | ----- | ------ |
| C. D. Universitario · Panamá | 1.ª           | 2022          | 1     | 0     | 0      | —                | —                | —                | —                     | —                     | —                     | 1     | 0     | 0      |
| C. D. Universitario · Panamá | 1.ª           | 2023          | 0     | 0     | 0      | —                | —                | —                | —                     | —                     | —                     | 0     | 0     | 0      |
| C. D. Universitario · Panamá | Total club    | Total club    | 1     | 0     | 0      | 0                | 0                | 0                | 0                     | 0                     | 0                     | 1     | 0     | 0      |
| Total carrera                | Total carrera | Total carrera | 1     | 0     | 0      | 0                | 0                | 0                | 0                     | 0                     | 0                     | 1     | 0     | 0      |